# Coenocalpe lapidata
Coenocalpe lapidata là một loài bướm đêm thuộc họ Geometridae. Nó được tìm thấy ở hầu hết miền Cổ bắc.
Sải cánh dài 28–34 mm. The fore wings are light brown with fine dark brown diagonal lines. These lines are less conspicuous on the hind wings. Con trưởng thành bay từ tháng 5 đến tháng 9 làm hai đợt.
Ấu trùng ăn Ranunculus acris, Anemone nemorosa, Gallium và Clematis vitalba.

## Hình ảnh

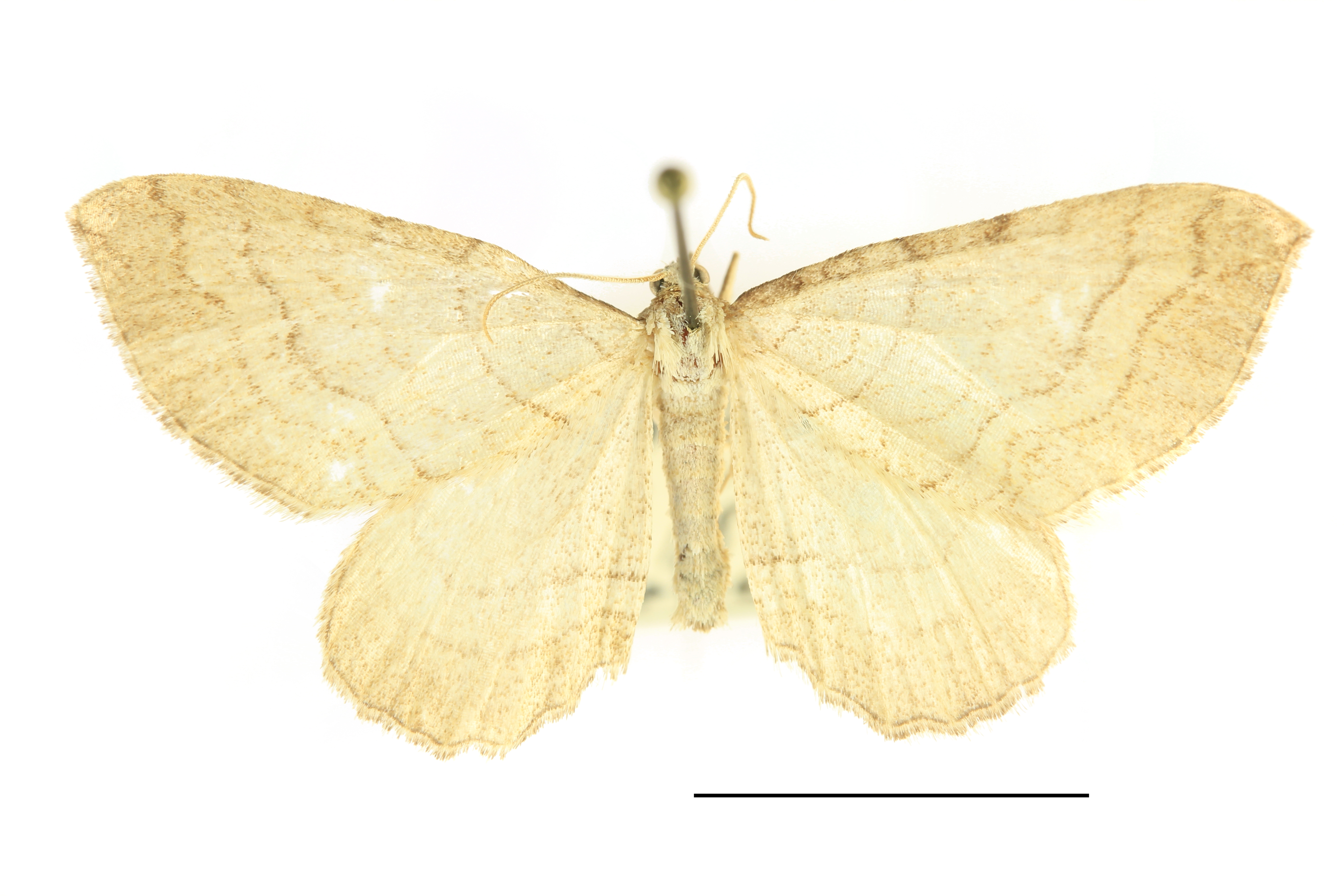
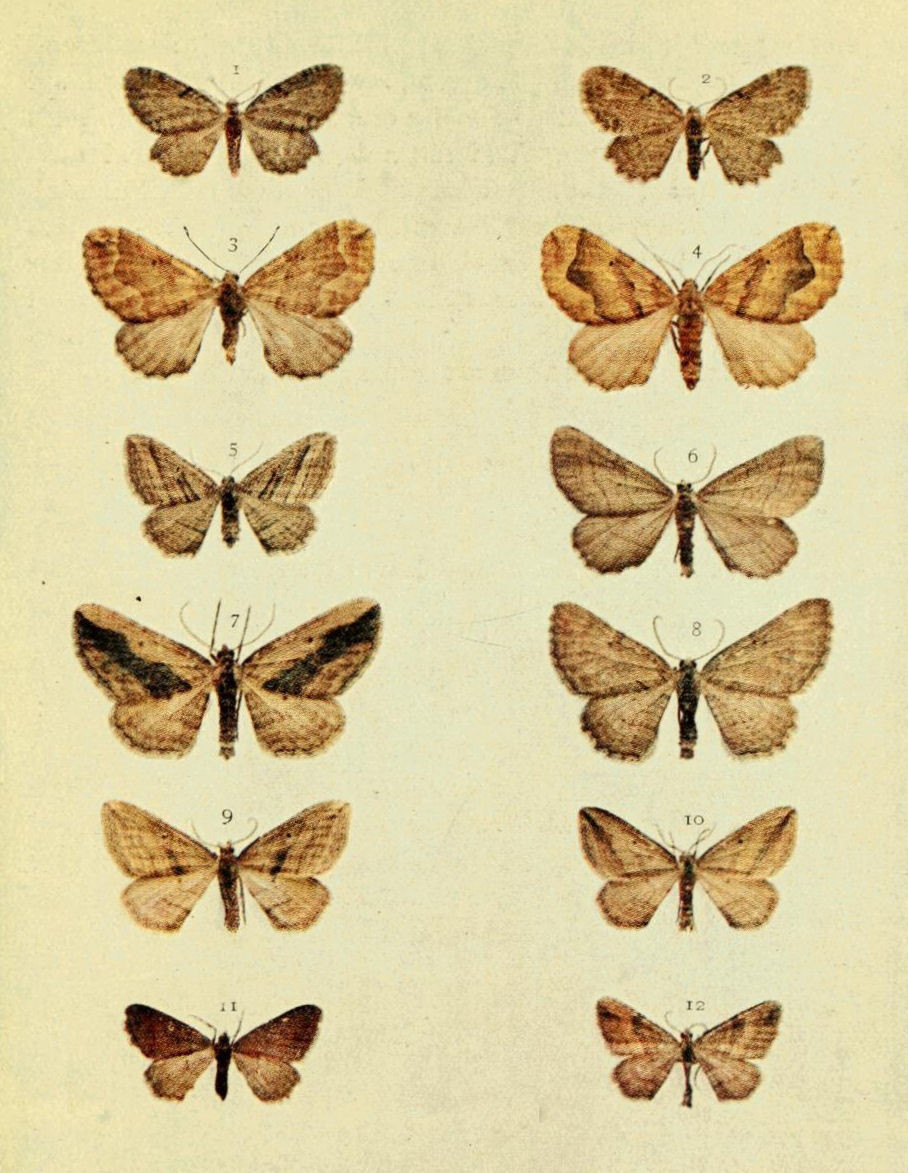